# Лещинський Ростислав Самуїлович
Лещинський Ростислав Самуїлович (нар. 5 грудня 1957, Київ) — український і радянський шашкіст, міжнародний гросмейстер (1980), міжнародний гросмейстер з бразильських шашок (1987), чемпіон Європи з міжнародних шашок (1977, Брюссель), бронзовий призер чемпіонату світу з бразильських шашок (1987, Сан-Лоренсу, Бразилія).

## Біографія
Лещинський Ростислав Самуїлович народився в 1957 році в м. Києві. Шашками почав займатись під керівництвом тренера Б. Г. Фоменка в 1968 році. В 1971 і 1972 роках до нього приходять перші успіхи у всесоюзних змаганнях з 64-клітинних шашок (Оренбург, Могильов). В 1973 році він виконує норму майстра спорту СРСР з міжнародних шашок. В 1974 році Ростислав Лещинський став віце-чемпіоном країни серед юнаків, завдяки чому потрапив на чемпіонат світу в Амстердамі, де зайняв 3-є місце.
Справжній успіх прийшов до талановитого шашкіста в 1977 році, коли він завойовує звання чемпіона Європи (Брюссель). В 1980 році він розділив 6-7 місце на чемпіонаті світу в Бамако. У цьому ж році він отримує звання міжнародного гросмейстера. В 1982 році на всесоюзному чемпіонаті, який проходив в м. Києві Ростислав Лещинський удруге стає віце-чемпіоном СРСР. В 1987 році у складі збірної України виграє Кубок СРСР і в тому ж році займає 3-є місце на чемпіонаті світу на малій дошці в бразильському місті Сан-Лоренсу (штат Мінас-Жерайс).
Активну участь у змаганнях Ростислав Лещинський поєднував з навчанням у Київському педагогічному інституті. Крім майстра шашок Ростислава знають як журналіста, літератора і ділову людину (був віце-президентом українсько-американської торговельно-промислової палати).

## Книги
1. Лещинский Р. С. Стратегия и тактика в международных шашках. Киев. Изд-во Здоровья. 1988. 208 с., илл.
2. Победа советских шашистов в Бамако, Киев, 1984.
3. Стратегия и тактика в международных шашках. Киев, 1988
4. Звезды шашек в Киеве. Киев, 1990.